# 가나에역
가나에역(일본어: 鼎駅)은 일본 나가노현 이다시에 위치한 도카이 여객철도 이다선의 철도역이다. 단선 승강장 1면 1선의 구조를 갖춘 지상역이다.

## 이용 현황
| 승차 인원 추이 | 승차 인원 추이 |
| 연도           | 1일 평균       |
| -------------- | -------------- |
| 2003           | 747            |
| 2004           | 701            |
| 2005           | 642            |
| 2006           | 609            |
| 2007           | 573            |
| 2008           | 567            |
| 2009           | 506            |
| 2010           | 512            |
| 2011           | 492            |

## 역 주변
- 나가노 현 시모이나 농업 고등학교

## 역사
- 1926년 12월 17일 : 이나 전기 철도의 이나야와타 - 이다 간 연신 때에 개업. 일반역.
- 1943년 8월 1일 : 이나 전기 철도선이 이다선의 일부로 국유화되어, 일본국유철도의 역이 된다.
- 1971년 12월 1일 : 화물의 취급을 폐지.
- 1978년 10월 : 구 하행 승강장 사용 정지.
- 1984년 2월 24일 : 업무 위탁 개시.
- 1985년 3월 14일 : 하물의 취급을 폐지.
- 1987년 4월 1일 : 일본국유철도 분할 민영화에 의해, 도카이 여객철도가 승계.
- 2013년 4월 1일 : 창구를 폐지해 무인화.

## 인접 역
| 도카이 여객철도 이다선     | 도카이 여객철도 이다선 | 도카이 여객철도 이다선 |
| -------------------------- | ---------------------- | ---------------------- |
| 시모야마무라 도요하시 방면 | ■ 이다선               | 기리이시 다쓰노 방면   |